# Achim Kircher
Achim Kircher (* 6. Januar 1943 in Berlin) ist ein deutscher Maler und Grafiker.

## Leben und Werk
Kircher absolvierte eine Lehre als Bauzeichner mit Abitur und arbeitete bis 1965 in seinem Beruf. Von 1966 bis 1971 studierte er bei Arno Mohr und Fritz Dähn an der späteren Kunsthochschule Berlin-Weißensee. Dort hatte er dann bis 1973 eine Aspirantur. Danach arbeitete er in Berlin als freischaffender Künstler, vor allem im Bereich der baugebundenen Kunst. Zu seinen Arbeiten gehörte u. a. die künstlerische Gestaltung von Schul- und Turnhallenwänden und Hausgiebeln und von Wandbildern zur Eingangs-Kennzeichnung von Kindergärten und -Krippen in Berlin-Marzahn. Bis 1989 schuf er auch „von einem melancholischen Grundton getragene Radierungen, Tusch- und Federzeichnungen“, in denen er sich  „Menschen in öffentlichen Bereichen zuwandte, so im Tierpark oder Schwimmbad, auf der Straße oder auch in der Kneipe.“
Kirchner war bis 1990 Mitglied des Verbands Bildender Künstler der DDR.
Nach der deutschen Wiedervereinigung war eines seiner größeren Projekte mit Horst Köhler und Ulrich Städler 1991 die künstlerische Gestaltung eines Kinos in Essen. Ende der 1990er Jahre unternahm er mit Michael Kutzner (* 1955) eine Sizilienreise. Die dabei geschaffenen Zeichnungen und Gemälde in Mischtechnik bearbeitete er anschließend digital, eine Methode, die er erstmals nutzte.

## Museen und öffentliche Sammlungen mit Werken Kirchers (mutmaßlich unvollständig)
- Berlin: Mitte Museum
- Berlin: Kunstsammlung Pankow

## Weitere Werke (Auswahl)

### Baugebundene Werke
- Mensch und Natur (1979, Polyurethan-Technik, farbiges Wandbild an einer Schul-Sporthalle; Berlin, Allee der Kosmonauten 123)[3]
- Freizeit (1980, farbiges Wandbild an einem Wohnhaus in Berlin)
- Komposition (1985, PAC-Farbe auf Beton; farbiges Wandbild am Giebel einer Polytechnischen Oberschule in Berlin-Mahlsdorf)[4]

### Druckgrafik
- Menschen im Bereich des Berliner Bahnhofs Ostkreuz (1979; Zyklus von Kaltnadelradierungen)

## Ausstellungen (unvollständig)

### Einzelausstellungen
- 1978: Berlin, Kleine Galerie Pankow (mit Peter Fritz)

### Teilnahme an zentralen und wichtigen regionalen Ausstellungen in der DDR
- 1975, 1979 und 1981: Berlin, Bezirkskunstausstellungen
- 1975: Rostock, Kunsthalle („Farbige Grafik in der DDR“)
- 1987/1988: Dresden, X. Kunstausstellung der DDR

## Weitere Literatur
- Dietmar Eisold (Hrsg.): Lexikon Künstler in der DDR. Verlag Neues Leben, Berlin, 2010; ISBN 978-3-355-01761-9, S. 438 (dort irrtümlich Kirchner)